# Tour de l'Horloge (Avallon)
Pour les articles homonymes, voir Tour de l'Horloge.
La tour de l'Horloge est un édifice fortifié situé à Avallon, en France.

## Localisation
L'édifice fortifié est situé dans la commune d'Avallon (département de l'Yonne.

## Historique
La ville d'Avallon sort très affaiblie de la Guerre de Cent Ans. Les fortifications (remparts et tours) sont en grande partie détruites et les échevins décident de construite à l’endroit le plus élevé de la ville, en février 1456, une tour permettant de prévenir les villageois de l'arrivée d'envahisseurs.
Elle est édifiée au-dessus de la voie publique comme la tour de l'Horloge d'Auxerre ou comme à Saint-Fargeau. L’arcade qui soutient l’édifice porte le nom de Porte de la Boucherie ou Bouchoise.
Dès 1460 la tour, munie d’un campanile et haute de 49 m, reçoit une cloche de 521 livres (soit environ 230 kg). Un guetteur y est installé, jour et nuit, pour prévenir les Avallonais en cas d'approche hostile.
On connaît le nom des artisans qui ont participé à sa construction : le maître-maçon est Jehan Berg, quant aux charpentes elles sont le fruit du travail de Nicolas Boulevault et Nichot-Michot
Un escalier de pierre, en spirale, conduit aux différents étages, qui sont éclairés par des fenêtres à croisillons. Les échevins ont tenu leurs réunions dans une des salles jusqu’en 1772.
À la fin du XVIIIe siècle, la tour a besoin de réparation. Les échevins décident de la détruire et font même démolir la toiture. Mais une violente opposition des habitants, conduite par l’architecte Jacques Nicolas Caristié, fait abandonner le projet. Ce n’est toutefois qu’entre 1825 et 1835 qu’on entreprendra les travaux de réparation et qu’on reconstruira entièrement la flèche.
À partir de 1862, la Société d’Études d’Avallon en fait son siège et y tient ses séances. Sous son égide, une restauration des deux salles est entreprise et permet de retrouver les peintures décoratives initiales. L’une des salles accueille jusqu’en 1912 les collections de la Société d’Études, embryons du futur musée archéologique.
L'édifice est classé au titre des monuments historiques en 1930.
Le blason de la ville d'Avallon figure sur la façade, avec la devise : Esto nobis, domine, turris fortitudinis (sois pour nous, Seigneur, une tour inexpugnable).

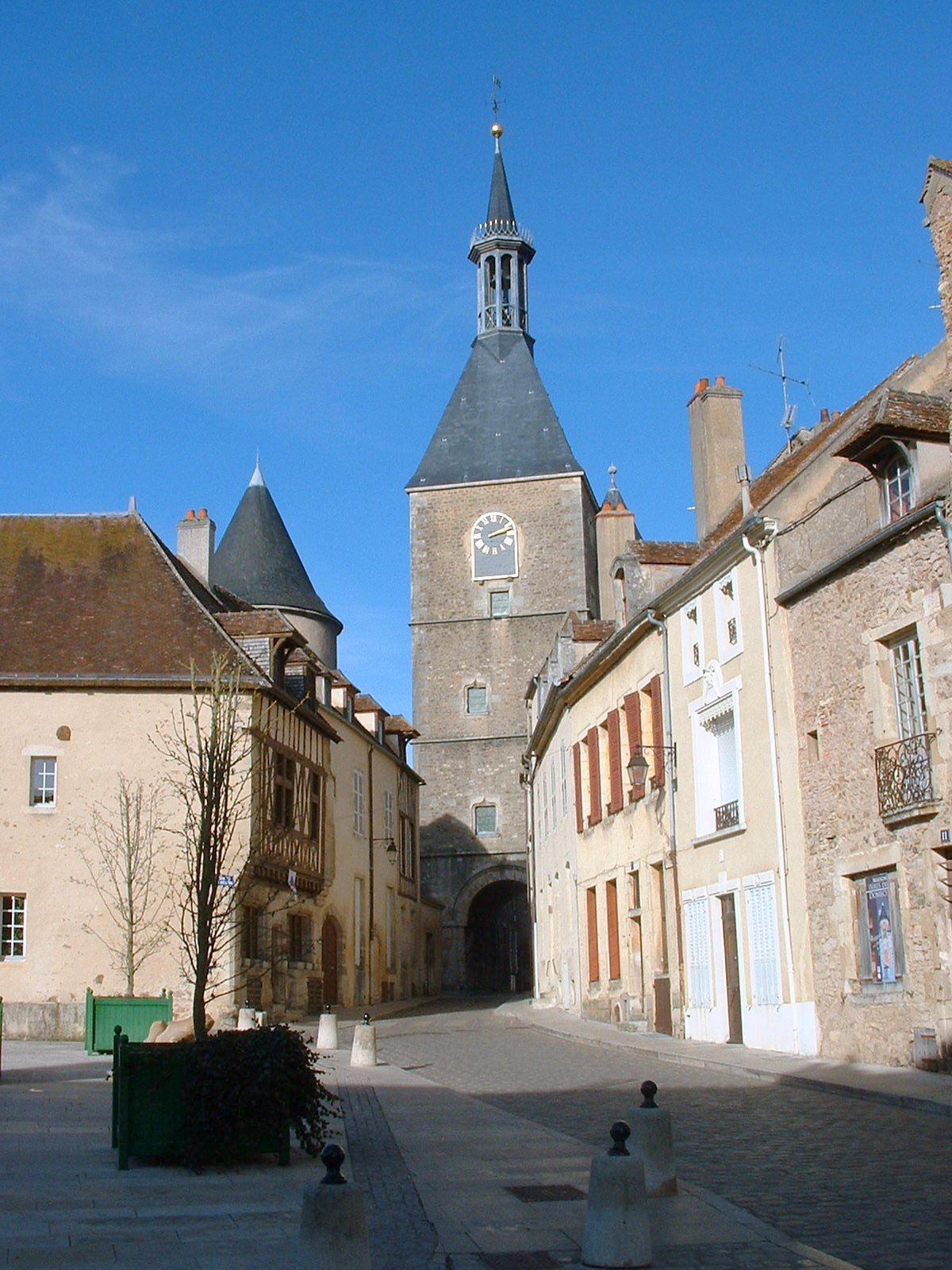
Côté Saint Lazare
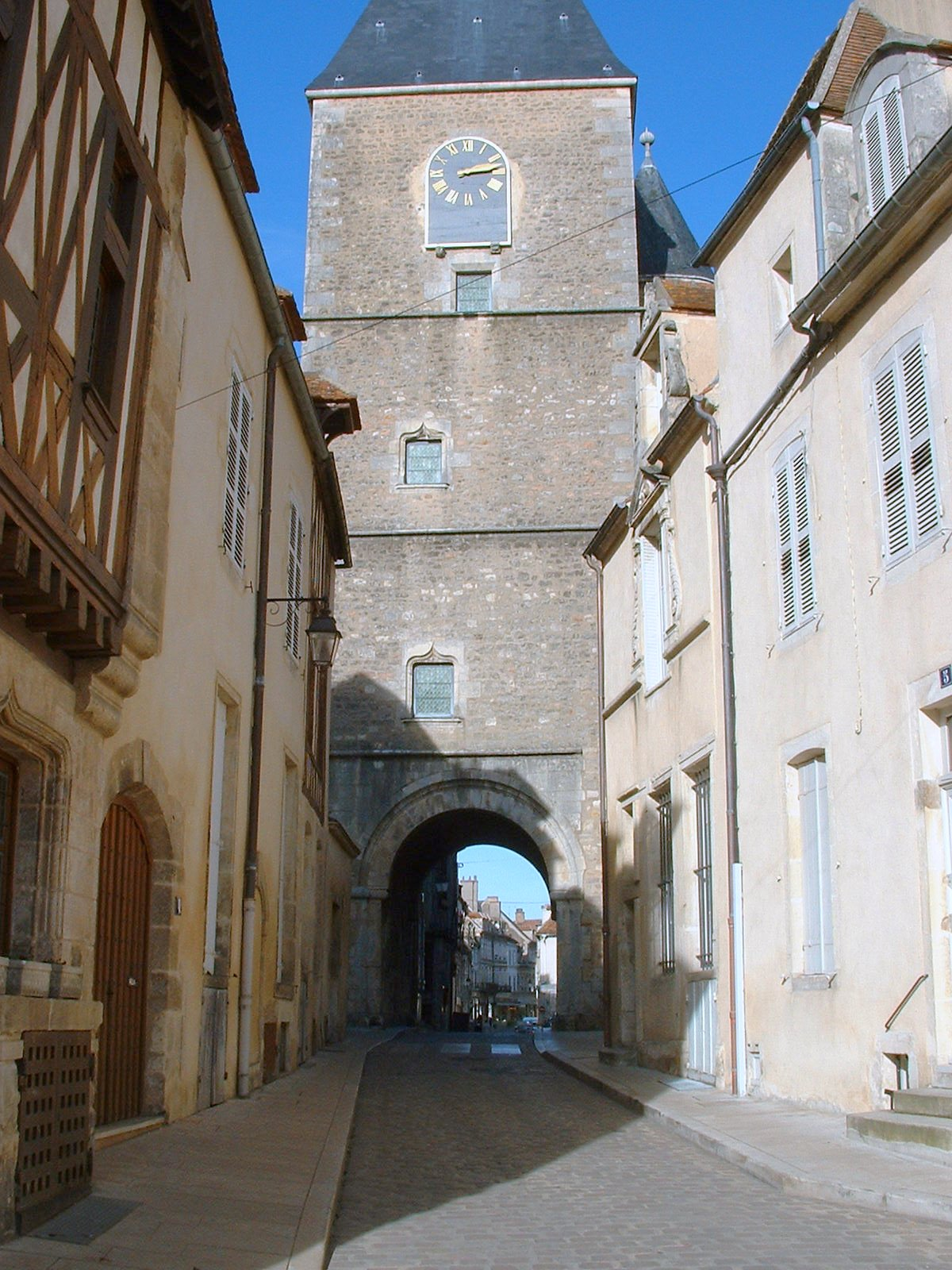
Côté Saint Lazare
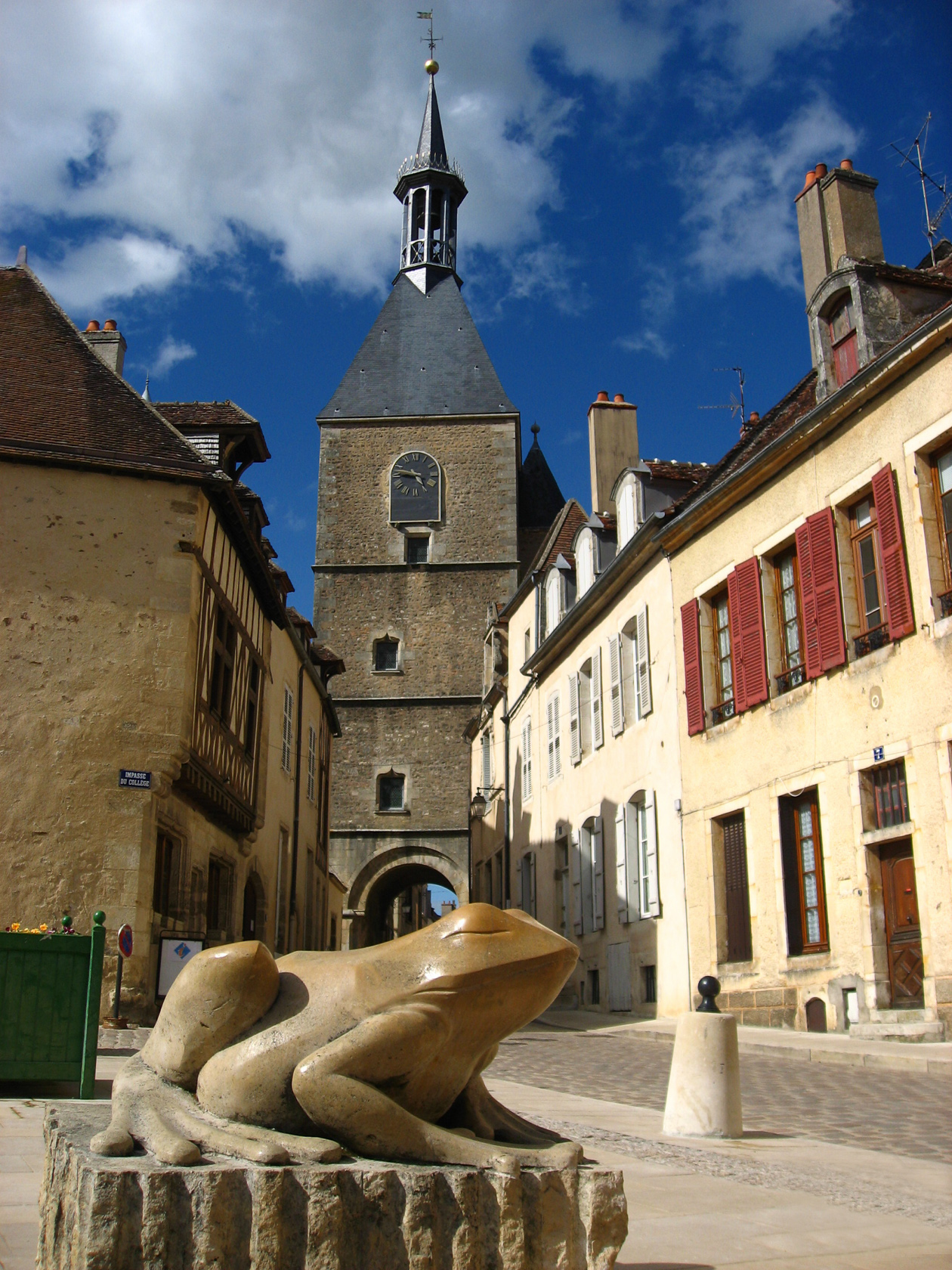
Côté Saint Lazare
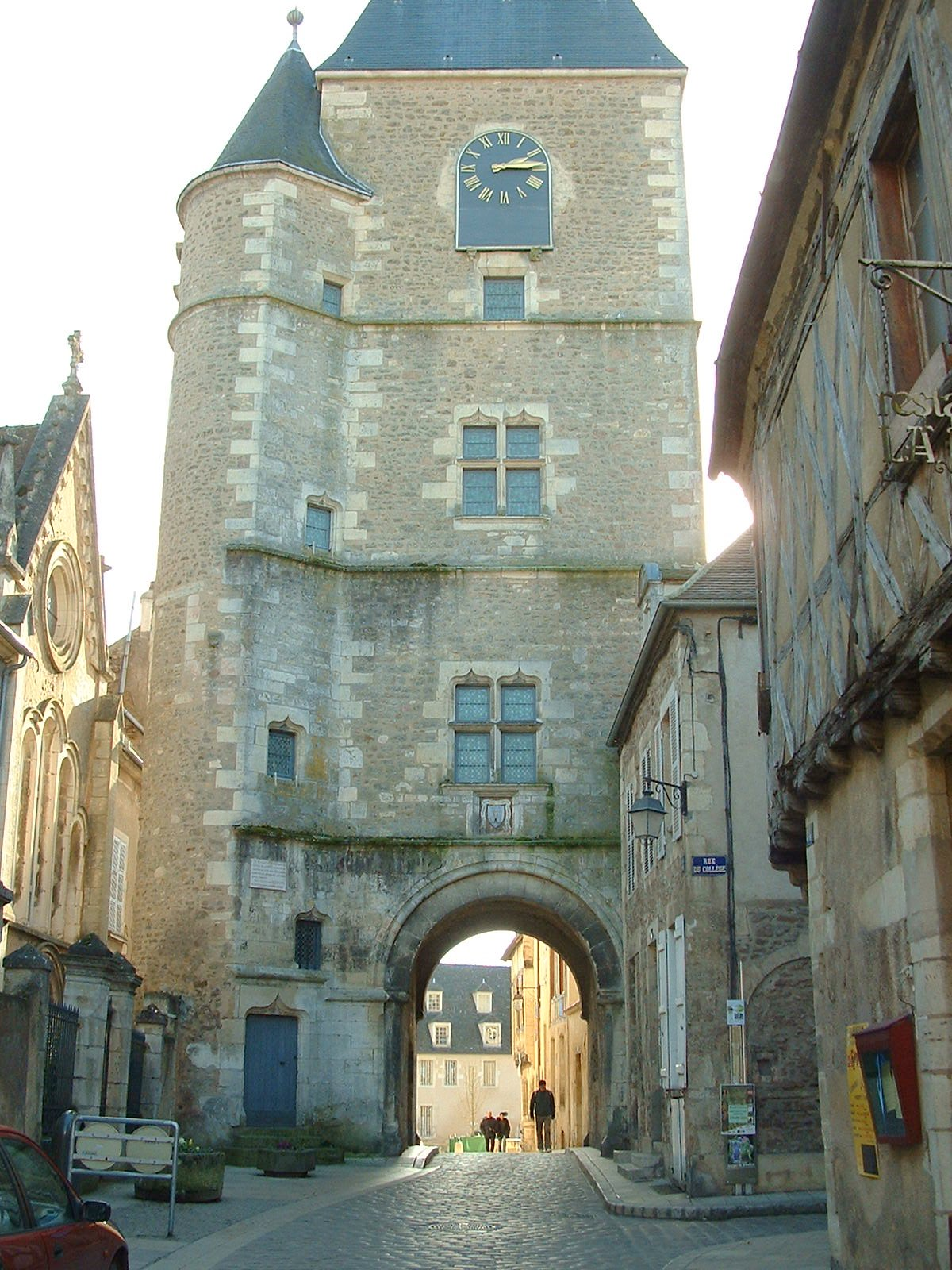
Côté ville
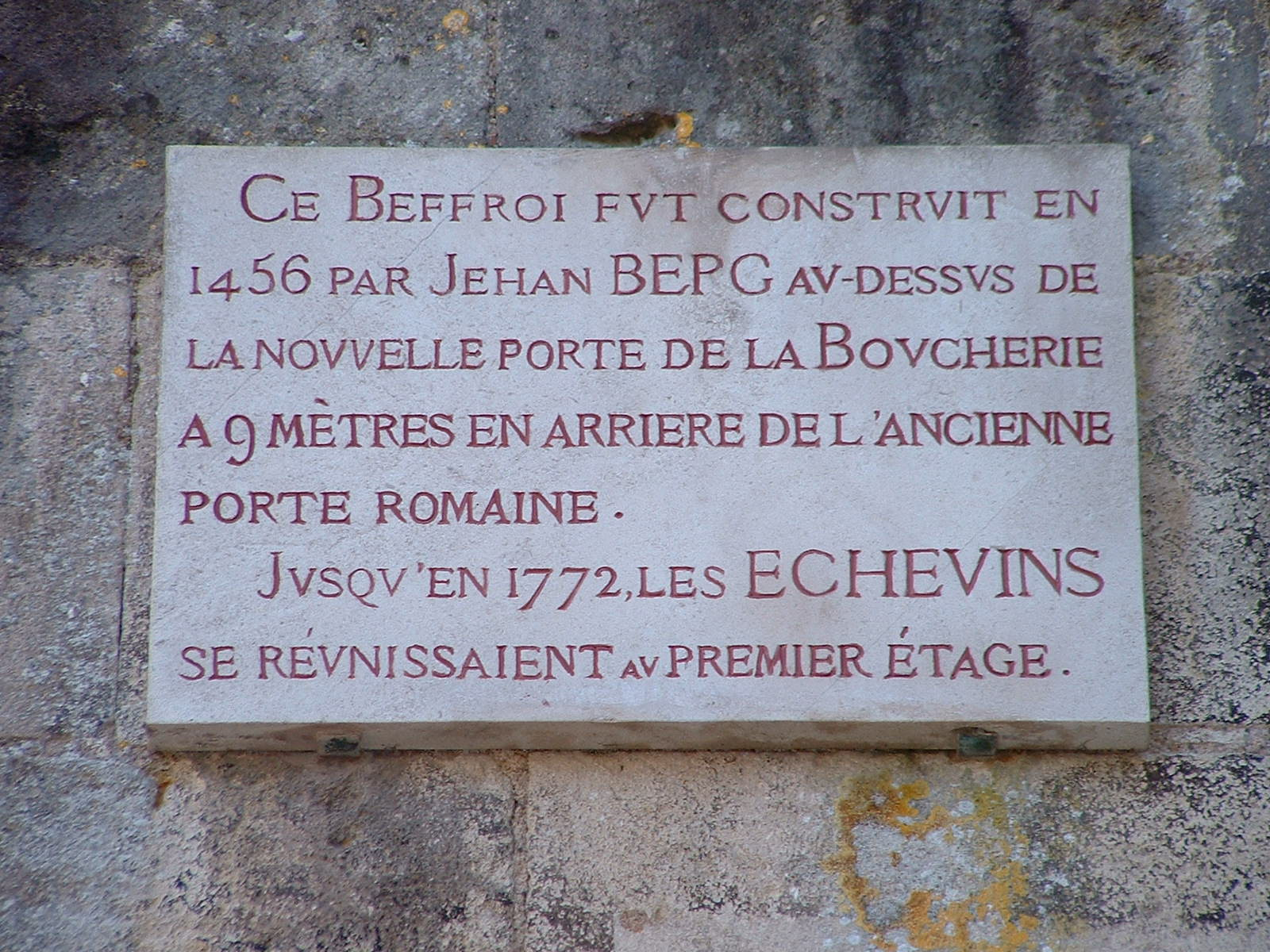
Plaque sur la tour
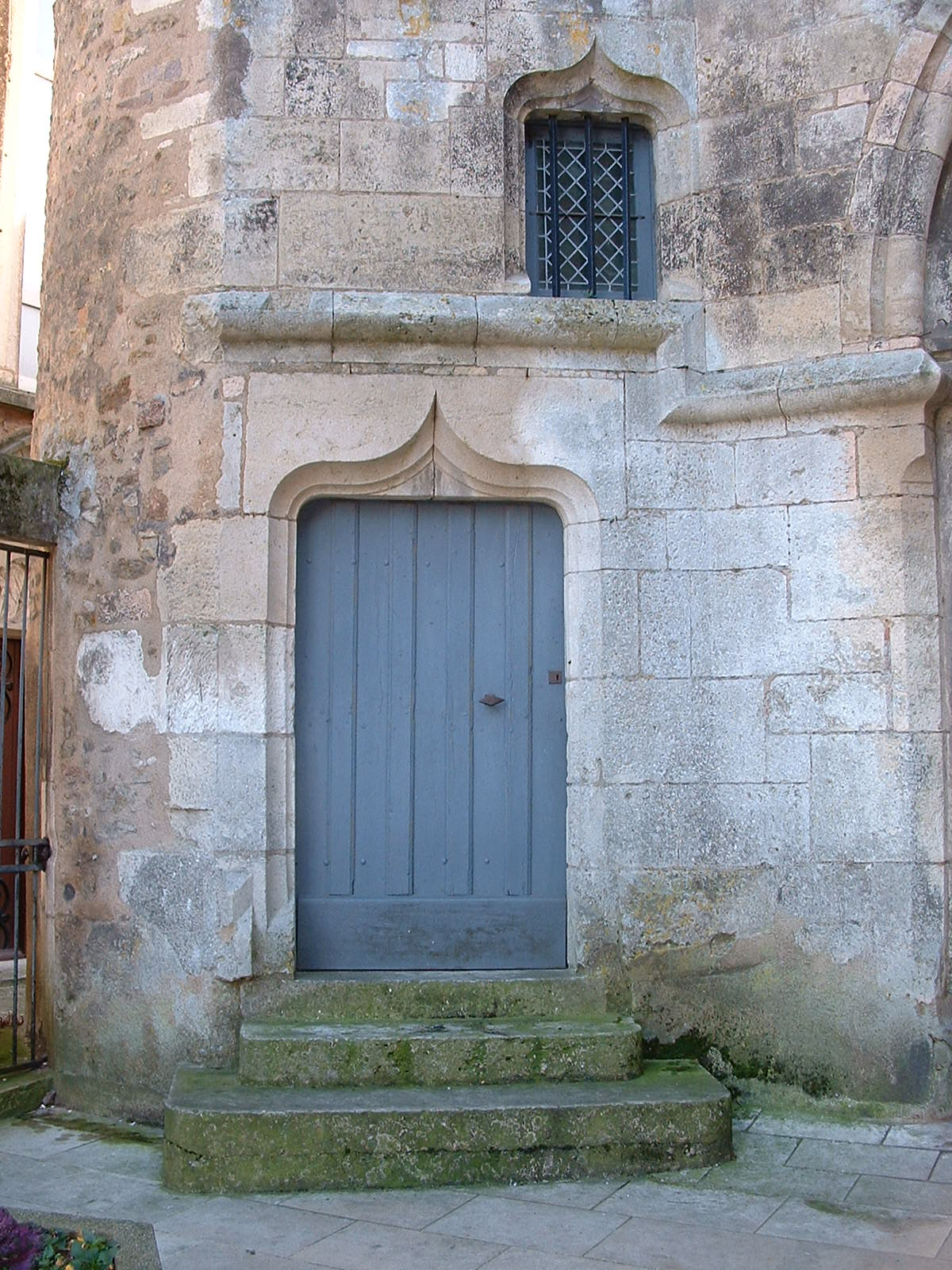
La porte d’accès
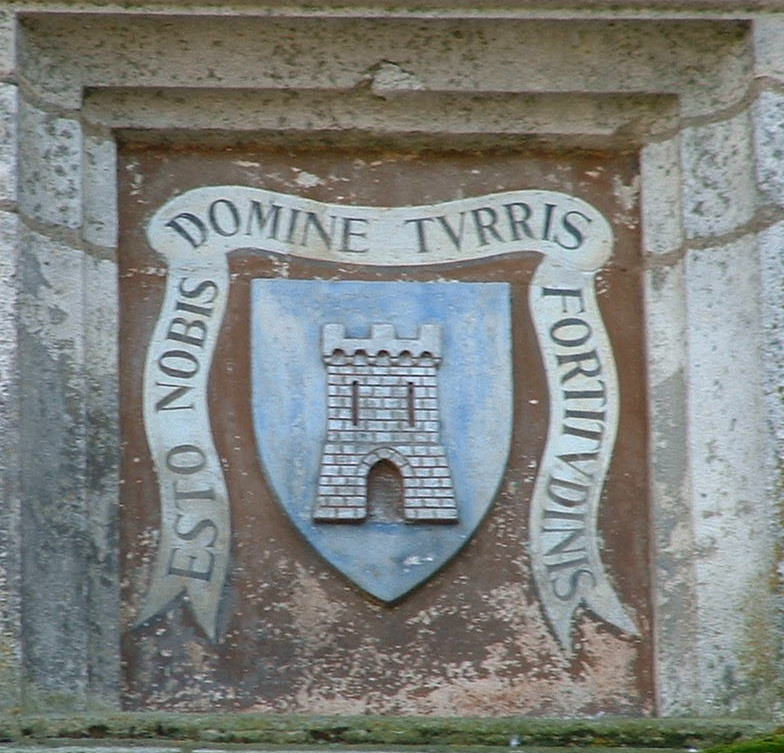
Devise et blason sur la tour